# Центральні Афіни
Центральні Афіни (грец. Κεντρικός Τομέας Αθηνών) — одна з регіональних одиниць Греції. Це частина регіону Аттика. Регіональний підрозділ охоплює центральну частину агломерації Афін.

## Адміністрація
У рамках реформи уряду Каллікратіса 2011 року регіональний підрозділ Центральні Афіни був створений із частини колишньої префектури Афін. Він поділений на 8 муніципалітетів. Це (номер, як на карті в інформаційному полі):
- Муніципалітет Афіни (Дімос Афінський, 1)
- Дафні-Імітос (13)
- Філадельфія-Халкідон (32)
- Галаці (11)
- Іліуполі (16)
- Кесаріані (19)
- Віронас (10)
- Зографу (15)